# Pterolophia biochreovittata
Pterolophia biochreovittata är en skalbaggsart som beskrevs av Stefan von Breuning 1976. Pterolophia biochreovittata ingår i släktet Pterolophia och familjen långhorningar. Inga underarter finns listade i Catalogue of Life.